# Abacetus bipunctatus
Abacetus bipunctatus es una especie de escarabajo terrestre de la subfamilia Pterostichinae.  Fue descrito por Victor Motschulsky en 1864. 